# Голещихін Петро Єремійович
Петро Єремійович Голещихін (1905, село Каргасок Томської губернії, тепер Каргасоцького району Томської області, Російська Федерація — загинув 28 лютого 1943, біля села Медніково, тепер Старорусського району Новгородської області, Російська Федерація) — радянський діяч, голова Под'єльничної сільської ради Каргасоцького району Наримського округу Новосибірської області. Депутат Верховної ради СРСР 1-го скликання.

## Біографія
Народився в бідній селянській родині. Закінчив п'ять класів школи. З дитячих років наймитував, працював у сільському господарстві.
З 1927 року служив у Червоній армії, брав участь у конфлікті на Китайсько-Східній залізниці в 1929 році.
Після демобілізації — інспектор міліції. Потім працював у районному лісовому господарстві.
З 1936 року — голова Под'єльничної (Под'єльниковської) сільської ради Каргасоцького району Наримського округу Новосибірської області. Член ВКП(б) з 1939 року.
З 1941 року — в Червоній армії, учасник німецько-радянської війни. Закінчив Новосибірське піхотне училище. Служив командиром стрілецької роти 1230-го стрілецького полку 370-ї томської стрілецької дивізії.
Загинув 28 лютого 1943 року у бою біля села Медніково Старорусського району Новгородської області.

## Звання
- лейтенант